# Kovač (riba)
Kovač (lat. Zeus faber), poznat još i po imenima šanpjer te riba Sv. Petra, riba je iz porodice Zeidae. Ovalnog je oblika, bočno spljoštenog. Tijelo joj je prekriveno sitnim oštrim ljuskama, a prva leđna peraja je dugačka te se sastoji od 10 bodlji. Najčešće je zelene, odnosno maslinaste boje, premda ponekad zna biti i zlatno-žućkaste boje. Trbuh mu je srebrenkasto bijel. Na oba boka ima karakterističnu crnu točku, po kojoj je dobio i većinu svojih imena. Naraste do 90 cm duljine i do 8 kg težine, a najveća zabilježena dob mu je 12 godina. Najčešće živi na dubinama između 50 i 100 metara, a zna ga se naći i na dubinama od nekoliko stotina metara. Uglavnom pliva sporo i lagano te živi blizu dna na svim vrstama terena. Hrani se većinom manjim ribama i ribljom mlađi koje hvata prikradanjem i izvlačenjem svojih preklopnih usta. Osim ribama hrani se i rakovima i glavonošcima. Mrijesti se krajem zime i početkom proljeća, a jajašca su pelagična.

## Legende
Postoji mnoštvo legendi o porijeklu njegova imena. Jedna od njih glasi da je sv. Petar apostol hvatao ribu, a kako je bio bez ikakvog alata, to je činio rukama. Ribu je uhvatio, a na mjestima gdje ju je dodirnio prstima, ostale su crne mrlje. Odatle je ova riba dobila ime ribe svetog Petra a također i talijaniziranu verziju šanpjer.
Druga legenda obrađuje nastanak imena kovač. Po njoj Zeusovim konjima su bile otpale potkovice, te su se spustili s neba na morsku obalu. Zeus tada naredi Hefestu, bogu kovača, da ih potkuje, što ovaj odbije. Ostavši bez pomoći, Zeus je sam odlučio potkovati konje, ali nije znao kako. Sjeo je na obalu i tada iz dubine iskoči riba na obalu. Zeus pojede ribu i nakon jela mu se u ruci nađe kostur ribe, u kojem on prepozna kovački alat. S gornje strane glave uzme mašice, s vilice čekić, s obraza nakovanj, a od onih bodlji čavle i potkuje konje. nakon toga, Zeus nazove tu ribu Zeusovim kovačem. Kako Zeus nije posjedovao moć u Posejdonovu carstvu, tako je prema legendi riba izgubila pridjev Zeusova i ostala samo kovač.

## Rasprostranjenost
Kovač je rasprostranjen u svim predjelima svijeta, jedino ga nema oko obala Amerike. Brojan je u Mediteranu, te oko Novog Zelanda, Japana i cijele Afrike.